# Магнојевић Горњи
Магнојевић Горњи је насељено мјесто у граду Бијељина, Република Српска, БиХ. Према попису становништва из 1991. у насељу је живјело 665 становника.

## Становништво
| Националност       | 1991.        | 1981.        | 1971.      |
| Срби               | 660 (99,24%) | 743 (96,36%) | 566 (100%) |
| Хрвати             | 1 (0,15%)    | 0            | 0          |
| Муслимани          | 0            | 1 (0,12%)    | 0          |
| Југословени        | 2 (0,30%)    | 22 (2,85%)   | 0          |
| остали и непознато | 2 (0,30%)    | 5 (0,64%)    | 0          |
| Укупно             | 665          | 771          | 566        |

| Демографија | Демографија | Демографија |
| Година      | Становника  | Становника  |
| ----------- | ----------- | ----------- |
| 1948.       | 670         |             |
| 1953.       | 699         |             |
| 1961.       | 750         |             |
| 1971.       | 566         |             |
| 1981.       | 771         |             |
| 1991.       | 665         |             |